# Movement (album de New Order)
Pour les articles homonymes, voir Movement.
Albums de New Order
Power, Corruption and Lies
(1983)
Movement est le premier album studio du groupe de New wave électronique anglais New Order, sorti le 13 novembre 1981.

## Historique
Le suicide d'Ian Curtis le 18 mai 1980 signa la fin du groupe Joy Division duquel il était le leader, après un single (Love Will Tear Us Apart) qui obtint un succès et l'avortement d'une tournée aux États-Unis. Quelques mois après la tragédie, les trois membres du groupe défunt (Peter Hook, Bernard Sumner et Stephen Morris) et une nouvelle venue (Gillian Gilbert) deviennent New Order et enregistrent leur premier single, Ceremony, écrit par l'ancien groupe, Sumner devenant le chanteur de la formation.
La même année, ils enregistrent ce premier album post-Joy Division, mais encore marqué par l'empreinte de Curtis, tant les textes et les mélodies sont d'une noirceur, comme le titre ICB, qui signifie selon la rumeur Ian Curtis Buried (Ian Curtis enterré en français).
Album de transition musicale, Movement, au moment de sa sortie, n'a pas été particulièrement bien accueilli par les critiques (à l'exception notable de Michka Assayas dans Rock & Folk) ni par le public. Il s'est cependant classé 30e des charts britanniques. Il faut dire qu'il gardait le son qui était l'originalité de Joy Division, mais en le faisant évoluer, grâce notamment à l'utilisation du synthétiseur, une direction qui sera poursuivie et accentuée dès la fin de l'année avec Everything's Gone Green (décembre), puis l'année suivante avec Temptation, et enfin Blue Monday (1983).
Ce n'est qu'au fil des ans que Movement s'est construit une base solide de fans pour son lien émotionnel et musical à Joy Division.
À noter que l'introduction musicale et une partie musicale de Dreams Never End est entendu dans Carlos (2010), d'Olivier Assayas. De même que dans le film Je voudrais que quelqu'un m'attende quelque part (2019).
À partir de 2013, Peter Hook and The Light l'ont rejoué sur scène. Plusieurs albums live sont venus documenter cette représentation, à commencer par le double CD "Movement" & "Power, Corruption & Lies" (Live At Manchester Cathedral 18th January 2013). Les arrangements originaux sont respectés et les huit titres y figurent regroupés dans l'ordre de l'album historique.
FACT50 (LP) - FACD50 (CD)

## Titres
| No | Titre            | Durée |
| -- | ---------------- | ----- |
| 1. | Dreams Never End | 3:15  |
| 2. | Truth            | 4:39  |
| 3. | Senses           | 4:46  |
| 4. | Chosen Time      | 4:07  |
| 5. | I.C.B.           | 4:33  |
| 6. | The Him          | 5:30  |
| 7. | Doubts even here | 4:19  |
| 8. | Denial           | 4:20  |

2008 Collector's Edition bonus disc:
| No  | Titre                                     | Durée |
| --- | ----------------------------------------- | ----- |
| 1.  | Ceremony (septembre 1981)                 | 4:23  |
| 2.  | Temptation (7" Version)                   | 6:59  |
| 3.  | In a Lonely Place                         | 6:16  |
| 4.  | Everything's Gone Green                   | 5:30  |
| 5.  | Procession                                | 4:27  |
| 6.  | Cries and Whispers                        | 3:25  |
| 7.  | Hurt                                      | 8:13  |
| 8.  | Mesh                                      | 3:02  |
| 9.  | Ceremony (Original Version, janvier 1981) | 4:39  |
| 10. | Temptation (12" Version)                  | 8:47  |

2019 Definitive Edition bonus disc:
| No  | Titre                                        | Durée |
| --- | -------------------------------------------- | ----- |
| 1.  | Dreams Never End (Western Works Demo)        | 3:39  |
| 2.  | Homage (Western Works Demo)                  | 4:13  |
| 3.  | Ceremony (Western Works Demo)                | 4:37  |
| 4.  | Truth (Western Works Demo)                   | 5:26  |
| 5.  | Are You Ready for This? (Western Works Demo) | 2:49  |
| 6.  | The Him (Cargo Demo)                         | 4:53  |
| 7.  | Senses (Cargo Demo)                          | 4:12  |
| 8.  | Truth (Cargo Demo)                           | 4:39  |
| 9.  | Dreams Never End (Cargo Demo)                | 3:24  |
| 10. | Mesh (Cargo Demo)                            | 3:10  |
| 11. | ICB (Cargo Demo)                             | 4:40  |
| 12. | Procession (Cargo Demo)                      | 3:46  |
| 13. | Cries and Whispers (Cargo Demo)              | 2:45  |
| 14. | Doubts Even Here (Instrumental) (Cargo Demo) | 5:09  |
| 15. | Ceremony (1st Mix) (Ceremony Sessions)       | 4:20  |
| 16. | Temptation (Alternative 7 Mix)               | 5:25  |
| 17. | Procession (Rehearsal Recording)             | 3:42  |
| 18. | Chosen Time (Rehearsal Recording)            | 4:40  |

## Classements
| Classement (1981)             | Meilleure position |
| ----------------------------- | ------------------ |
| Nouvelle-Zélande (RIANZ)      | 8                  |
| Royaume-Uni (UK Albums Chart) | 30                 |
| Royaume-Uni (UK Indie Chart)  | 1                  |

## Musiciens
- Bernard Sumner : Voix, guitares, mélodica, synthés et programmation
- Peter Hook : Basses (à 4 et 6 cordes), voix (Dreams Never End, Doubts Even Here)
- Gillian Gilbert : Synthés, guitares, voix parlée (Doubts Even Here)
- Stephen Morris : Batterie, synthés et programmation

## Personnel
- Martin Hannett : Producteur
- Chris Nagle : Ingénieur du son
- John and Flood : Assistants